# Szívótér-nyomásmérő
A szívótér-nyomásmérő olyan eszköz, amelyet gyakran használnak motorok, gépek és más rendszerek teljesítményének mérésére. Az eszköz alapvetően egy szelep- és csőrendszerből áll, amelyet a mérni kívánt területre rögzítenek. A szívótér-nyomásmérő működése az alábbiak szerint történik.
Amikor egy motor vagy gép működik, létrejön egy nyomásesés a szívóoldalon, mivel a rendszer szívja be a folyadékot vagy gázt. Ez a nyomásesés a szívótér-nyomásmérőnél mérhető, és az eszköz által kijelzett érték az aktuális szívótérnyomást mutatja.
Ezek az adatok kritikusak lehetnek olyan rendszerek esetében, ahol a szívótér nyomásának ellenőrzése fontos a megfelelő teljesítmény és hatékonyság szempontjából. Például a járművekben a szívótér-nyomásmérő segít optimalizálni a motor működését és üzemanyag-hatékonyságát.
A szívótér-nyomásmérők széles körben alkalmazhatók ipari és gépészeti alkalmazásokban, valamint autókban és más közlekedési eszközökben is. A pontos nyomásadatok lehetővé teszik a rendszerek hatékonyabb működését és hosszabb élettartamát.

### Altiméterek
A szívótér-nyomásmérők a leggyakrabban az altiméterekben találhatók. Az altiméter egy olyan eszköz, amely a légnyomás változása alapján méri a repülőgép magasságát a tengerszint felett. Mivel a légnyomás a magassággal változik, az altiméter a repülés során folyamatosan frissített nyomásadatokat használ a pontos magasság meghatározásához. Ez elengedhetetlen a repülésbiztonság és a repülési magasság pontos betartása szempontjából.

### Pitot-statikus rendszer

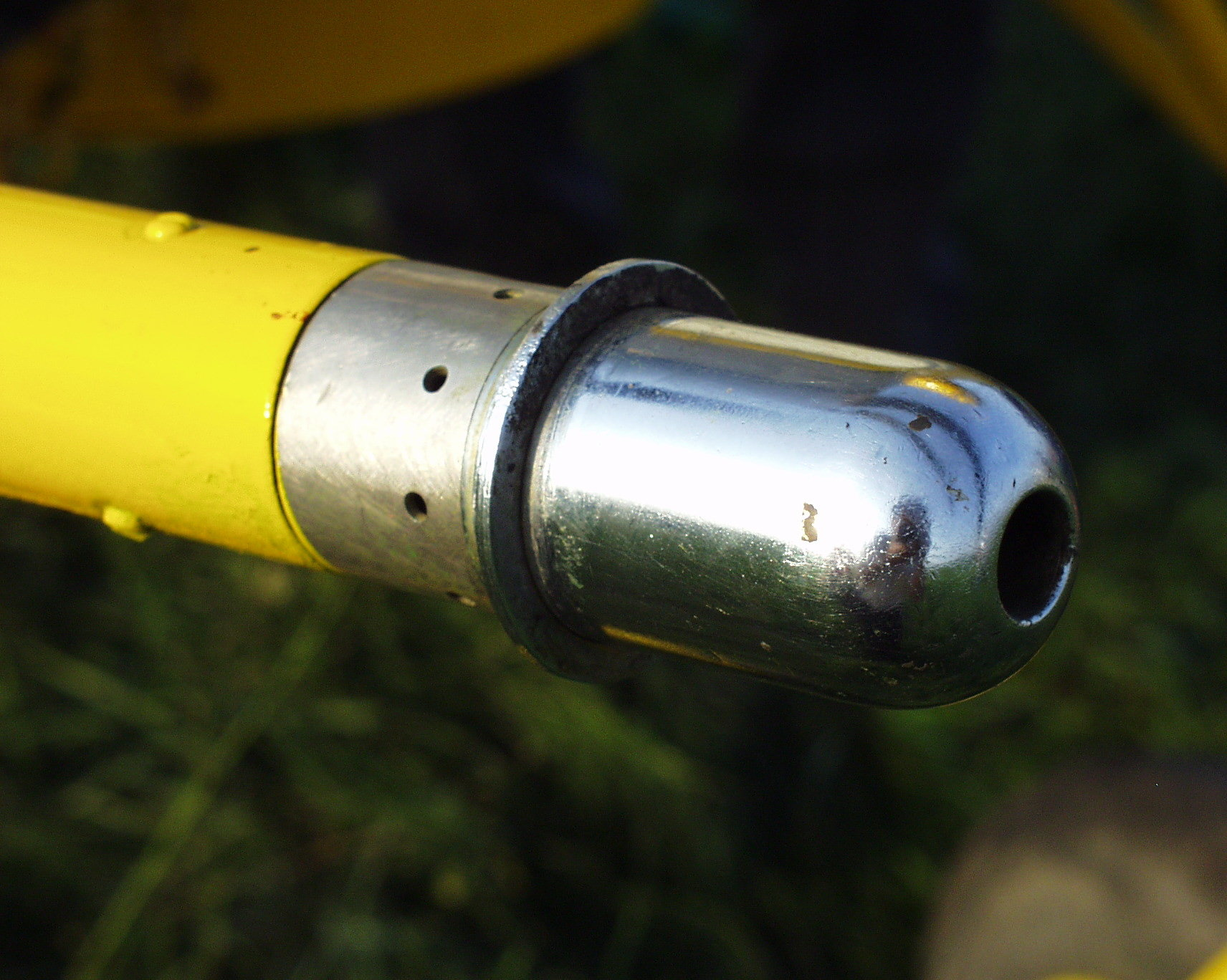
Kamov Ka–26 helikopter Pitot-csöve

A Pitot-statikus rendszer egy másik olyan repülőgépes eszköz, amely a szívótér-nyomásmérőket használja. A Pitot-cső és a statikus cső rendszer kombinációja a légsebesség, a függőleges sebesség és más repülési paraméterek mérésére szolgál. A Pitot-cső a légsebességet méri a beérkező légáramlás sebessége alapján, míg a statikus cső a környező légnyomást észleli. A szívótér-nyomásmérők segítenek meghatározni a repülőgép sebességét és magasságát, ami kritikus információ a pilóták számára a repülés során.

### Kabinnyomás-ellenőrzés[1]
A repülőgépek kabinjában a nyomás szintje a kabinmagasság függvényében szabályozott. A szívótér-nyomásmérők segítenek a repülőgép rendszerének a kabinban kívánt nyomást fenntartani. Ennek köszönhetően a légi járművek utasai és személyzete komfortos környezetben tartózkodhatnak, mivel a magasabb magasságokban a légnyomás természetes módon alacsonyabb.
Ezek csak néhány példa arra, hogyan alkalmazzák a szívótér-nyomásmérőket a repülésben. Ezek az eszközök hozzájárulnak a repülőgépek biztonságos működéséhez és a pontos navigációhoz a levegőben.
Ha egy szívótér-nyomásmérő meghibásodik repülés közben, az különböző problémákat okozhat, amelyek befolyásolhatják a repülőgép működését és a repülésbiztonságot. Itt van néhány lehetséges következmény egy szívótér-nyomásmérő meghibásodása esetén:
Pontatlan magasságmérés: Ha az altiméter meghibásodik, a repülőgép magassága nem lesz pontosan mérhető. Ez komoly biztonsági kockázatot jelenthet, mivel a repülőgép magasságát folyamatosan figyelik és a repülési pályát ennek megfelelően szabályozzák. Ha a magasság nem megfelelően mérhető, a pilóták nehézségekbe ütközhetnek a repülőgép irányításában és a más repülőgépekkel való közlekedésben.
Légsebesség- és függőleges sebességproblémák: Ha a Pitot-statikus rendszer meghibásodik, a légsebesség és a függőleges sebesség mérése is pontatlan lehet. Ez zavaró lehet a pilóták számára, és a repülőgép stabilitását és irányítását befolyásolhatja.
Kabinnyomásproblémák: Ha a kabinnyomás-ellenőrző rendszer meghibásodik, az utasok és a személyzet kénytelenek lehetnek oxigénmaszkokat használni a kabinlégi nyomás fenntartása érdekében. A meghibásodott rendszer miatt a kabin nyomása nem tartható megfelelő szinten, ami potenciálisan veszélyes lehet az utasok egészségére és kényelmére.
Az ilyen típusú hibák rendkívül fontosak a repülésbiztonság szempontjából, és a repülőgép személyzete kiképzést kap a meghibásodott rendszerekkel való megfelelő kezelésre. Ha meghibásodást észlelnek, a pilóták és a repülőgép személyzete általában azonnal kapcsolatba lép a repülőgép műszaki személyzetével vagy a légiforgalmi irányítóval, és megteszik a szükséges intézkedéseket a repülés biztonságának fenntartása érdekében, ideértve a vészhelyzetekre vonatkozó eljárásokat is.